# 石集乡
石集乡，是中华人民共和国江苏省宿迁市泗洪县下辖的一个乡镇级行政单位。

## 行政区划
石集乡下辖以下地区：
石集社区、孙台村、张圩村、柳山村、毛山村、汤杨村、瓦房村、新汴村和李台养殖场生活区。